# Specialità (lupetti)
(Robert Baden-Powell, Il libro dei capi)
All'interno dei lupetti, le specialità sono delle attività svolte dai bambini per migliorare le proprie capacità caratteriali e fisiche.

## Idea originale

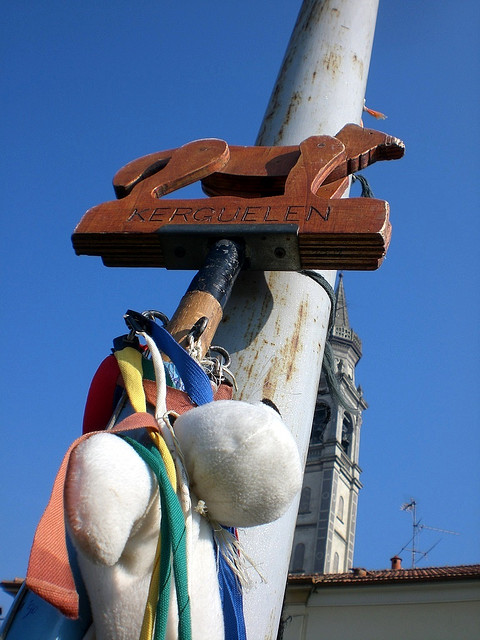
Il Totem di un Branco al quale sono attaccate delle striscette colorate, simboli delle specialità conquistate dai lupetti

Baden-Powell (fondatore dello scautismo) dedica tutta la seconda parte del suo Manuale dei lupetti alle specialità (Specialità e come conquistarle).
Inizialmente spiega lo scopo di miglioramento personale che sta dietro il raggiungimento delle specialità, spiegando che ciò non deve essere realizzato a scapito delle prove necessarie per raggiungere la Seconda Stella. Per sapere se si può conseguire una specialità è necessario il parere di un "esaminatore estraneo e qualificato" e di "responsabili scout locali".
Successivamente elenca le specialità, suddivise in quattro gruppi (e colori) a seconda dell'aspetto da migliorare:
Carattere (blu)
- Collezionista
- Osservatore
- Giardiniere

Abilità manuale (giallo)
- Artista
- Tessitore
- Fabbricante di giocattoli

Servizio per gli altri (rosso)
- Pronto soccorso
- Guida
- Massaio

Cultura fisica (verde)
- Atleta
- Nuotatore
- Giocatore di squadra

Quando un Lupetto guadagna una specialità, viene attaccato sul Totem di Branco un nastro del colore della specialità, in fondo al quale è a sua volta attaccata un'etichetta con il nome del Lupetto. In questo modo un Totem con molti nastri colorati funge da stimolo sia ai Lupetti di quel Branco (per migliorarsi e contribuire ad avere un Totem ricco) sia ad altri Branchi (per guadagnare altrettante specialità rinfoltendo così il proprio Totem).
Infine, Baden-Powell dedica un capitolo intero per ogni specialità, dando consigli ai lupetti e ai capibranco su cosa bisogna fare e conoscere per raggiungere quella specialità.

## Associazioni italiane

### Specialità nell'AGESCI
(Art. 40 del Regolamento Metodologico AGESCI)
Elenco delle specialità:
- Amico degli animali
- Amico del mare
- Amico della natura
- Amico di Aronne
- Amico di Samuele
- Amico di San Francesco
- Artigiano
- Astronomo
- Atleta
- Attore
- Botanico
- Canterino
- Cercatore di tracce

- Cittadino del mondo
- Collezionista
- Cuoco
- Disegnatore
- Folclorista
- Fotografo
- Giardiniere
- Giocatore di squadra
- Giocattolaio
- Giornalista
- Guida
- Infermiere
- Kim

- Maestro dei giochi
- Maestro del bosco
- Maestro della salute
- Maestro di danze
- Mani abili
- Massaio
- Meteorologo
- Montanaro
- Musicista
- Ripara-ricicla
- Sarto
- Scaccia pericoli
- Scrittore

### Specialità nella UIGSE-FSE
Come nelle altre associazioni, le specialità sono uno strumento di crescita individuale e hanno come obiettivo sia indirizzare il lupetto verse certe attitudini o capacità dello stesso, sia abituarlo a scegliere e a conoscere meglio il significato di responsabilità.
Le specialità ottenibili dai lupetti della UIGSE-FSE sono le seguenti:
Sentiero bianco - Spiritualità
- Accolito
- Catechista
- Cerimoniere
- Lettore
- Liturgista
- Storia Sacra

Sentiero arancione - Abilità manuale
- Ago e filo
- Amico degli animali
- Amico dei libri
- Artigiano
- Artista
- Canterino (usignolo)
- Elettricista
- Fotografo
- Giardiniere-campagna
- Giardiniere-città
- Mani abili
- Scultore

Sentiero blu - Carattere
- Attore
- Collezionista
- Giornalista
- Occhio di lince
- Osservatore (Kim)
- Piccolo europeo
- Segnalatore

Sentiero verde - Efficienza fisica
- Atleta
- Ciclista
- Giocatore di squadra
- Montanaro
- Nuotatore
- Pattinatore
- Sciatore

Sentiero rosso - Servizio
- Guida
- Infermiere
- Massaio
- Messaggero

Per le coccinelle sono previste le seguenti variazioni:
Sentiero arancione
Aggiunte bigiotteria, burattinaia, decoratrice, ferri e filo, folletto, musicista, pollice verde, uncinetto e filo. Tolte giardiniere-campagna e giardiniere-città. La specialità di canterino prende il nome di usignolo.
Sentiero blu
Aggiunte amica degli animali domestici, folclore, informatica, interprete. Tolta attore.
Sentiero verde
Aggiunte cavallerizza, danza, escursionista. Tolta montanaro.
Sentiero rosso
La specialità di messaggero prende il nome di mercurio.
Le altre specialità cambiano il nome da maschile a femminile, quando necessario.

### Capacità nel CNGEI
I brevetti di capacità sanciscono conoscenze ed abilità sviluppate e verificate nel Branco; pur tuttavia possono essere utilizzati per ratificare capacità già acquisite dai lupetti fuori dalla vita di Branco.»
(Art. L 7.3 del Regolamento CNGEI)
Nel CNGEI le specialità individuali si chiamano "capacità" e sono divise a seconda del colore dello sfondo del distintivo in specialità:
- rosse (riguardanti il senso civico)
- verdi (riguardanti lo sviluppo fisico)
- blu (riguardanti il carattere)
- gialle (riguardanti l'abilità manuale)

Elenco delle capacità:
Rosse
- Aiuto in casa
- Pronto soccorso
- Amico degli animali
- Amico delle piante
- Amico del cielo
- Amico dell'acqua
- Esperto della città
- Guida
- Ecologo
- Cittadino del mondo
- Amico della terra
- Scaccia pericoli

Verdi
- Atleta
- Sportivo
- Igienista
- Giocatore di squadra
- Nuotatore

Blu
- Animatore
- Osservatore
- Collezionista
- Lettore
- Scrittore
- Musico
- Economo

Gialle
- Inventore
- Artista
- Artigiano
- Giardiniere
- Informatico
- Fotografo
- Cuoco
- Sperimentatore scientifico